# Charlie Tanfield
Charlie Tanfield (Great Ayton, 17 novembre 1996) è un pistard e ciclista su strada britannico che corre per il team Saint Piran. Nella specialità dell'inseguimento a squadre è stato campione del mondo 2018 ed europeo 2024, mentre nell'inseguimento individuale ha vinto la medaglia d'oro ai Giochi del Commonwealth 2018.

## Biografia
È il fratello minore di Harry Tanfield, anch'egli ciclista.

## Palmarès

### Pista
- 2017

Campionati britannici, Inseguimento a squadre (con Daniel Bigham, Jacob Tipper e Jonathan Wale)
Trofeu Literio Augusto Marques, Inseguimento individuale
Grenchen, Inseguimento a squadre (con Daniel Bigham, Harry Tanfield e Jonathan Wale)
Grenchen, Inseguimento individuale
- 2018

1ª prova Coppa del mondo 2017-2018, Inseguimento individuale (Minsk)
5ª prova Coppa del mondo 2017-2018, Inseguimento a squadre (Minsk, con Daniel Bigham, Harry Tanfield e Jonathan Wale)
Campionati del mondo, Inseguimento a squadre (con Ed Clancy, Kian Emadi ed Ethan Hayter)
Giochi del Commonwealth, Inseguimento individuale
- 2019

Campionati britannici, Inseguimento a squadre (con John Archibald, Daniel Bigham e Jonathan Wale)
- 2023

Campionati britannici, Inseguimento Individuale
- 2024

Campionati europei, Inseguimento a squadre (con Daniel Bigham, Ethan Hayter, Ethan Vernon e Oliver Wood)
Coppa delle Nazioni 2024, Inseguimento a squadre (Adelaide, con Rhys Britton, Josh Charlton, Joshua Tarling e William Tidball)
Coppa delle Nazioni 2024, Inseguimento a squadre (Milton, con Daniel Bigham, Ethan Hayter, Ethan Vernon e Oliver Wood)

### Strada
- 2018 (Canyon Eisberg, una vittoria)

Campionati britannici, Prova a cronometro Under-23

#### Altri successi
- 2016 (Dilettanti)

Billy Warnock Memorial Road Race
Circuit of Welbury
- 2019 (Canyon dhb p/b Bloor Homes)

Classifica generale OVO Energy Tour Series

## Piazzamenti

### Competizioni mondiali
- Campionati del mondo su pista

Apeldoorn 2018 - Inseguimento a squadre: vincitore
Apeldoorn 2018 - Inseguimento individuale: 4º
Pruszków 2019 - Inseguimento a squadre: 2º
Berlino 2020 - Inseguimento a squadre: 5º
Roubaix 2021 - Inseguimento a squadre: 3º
Roubaix 2021 - Inseguimento individuale: 8º
Ballerup 2024 - Inseguimento a squadre: 2º
Ballerup 2024 - Inseguimento individuale: 4º
- Campionati del mondo su strada

Yorkshire 2018 - Cronometro Under-23: 27º
- Giochi olimpici

Tokyo 2020 - Inseguimento a squadre: 7º
Parigi 2024 - Inseguimento a squadre: 2º

### Competizioni europee
- Campionati europei su pista

Glasgow 2018 - Inseguimento a squadre: 3º
Glasgow 2018 - Inseguimento individuale: 10º
Apeldoorn 2019 - Inseguimento a squadre: 3º
Grenchen 2021 - Inseguimento a squadre: 3º
Grenchen 2021 - Inseguimento individuale: 7º
Monaco di Baviera 2022 - Inseguimento a squadre: 3º
Monaco di Baviera 2022 - Inseguimento individuale: 4º
Grenchen 2023 - Inseguimento a squadre: 2º
Grenchen 2023 - Inseguimento individuale: 5º
Apeldoorn 2024 - Inseguimento a squadre: vincitore
Apeldoorn 2024 - Inseguimento individuale: 2º